# Piazzale degli Uffizi
Le piazzale degli Uffizi est un espace du centre historique de Florence, dominé par le palais des Offices. La place est accessible depuis la via della Ninna, depuis le lungarno Anna Maria Luisa de' Medici (it), depuis la via Lambertesca et la piazza della Signoria.

## Histoire
Avant la création des Offices, cet espace, appartenant à la paroisse de San Pier Scheraggio, était insalubre et infâme, habité par des ouvriers travaillant à des entreprises malodorantes, tels que la teinture et le tannage, qui déversaient des eaux usées dans le fossé du Scheraggio. La prostitution était très répandue, à tel point que le quartier s'appelait aussi della Baldracca (« de la trainée »). Cette mauvaise réputation est, par exemple, rappelée par le désagréable épisode vécu par le prêtre Amadio della Val di Pesa, qui, en 1131, s'était retrouvé dans une auberge si mal entourée qu'il préféra dormir dans la rue à l'air libre ; de ses tourments naîtra la Congrega di Gesù Pellegrino destinée à accueillir dignement les religieux de passage dans la ville. Se trouvaient également dans cette zone le premier bâtiment de la  monnaie, et diverses rues et places où, entre autres, était installée l'Arte dei Fornai.
Cosme Ier de Toscane décide de réunir tous les magistrats florentins près de sa nouvelle résidence au Palazzo Vecchio, à la fois pour les contrôler plus facilement et pour fournir un service public plus efficace, concentrant de nombreuses institutions civiles, judiciaires et financières en un seul endroit (les « Offices  », c'est-à-dire les bureaux) jusqu'alors disséminés dans la ville. Le projet d'un nouveau grand complexe est confié à Giorgio Vasari, qui y travaille de 1560 (les démolitions commencent dès 1545) jusqu'à sa mort en 1574. L'architecte s'inspire des constructions de Jacopo Sansovino sur la place Saint-Marc à Venise, avec un élégant rideau d'arcades et des bâtiments aux mêmes modulations architecturales qui entourent l'espace urbain. Le chantier de construction du nouveau bâtiment des Offices peut être considéré comme achevé dans ses structures essentielles vingt ans plus tard, en 1580, lorsque la nouvelle construction rejoint le bâtiment de la Monnaie, formant un seul grand bâtiment qui, face à l'Arno présente une grande loggia ouverte, fermée vers la place par l'ancienne loggia des Lanzi, tandis que vers le fleuve, et plus loin jusqu'au palais Pitti, elle est enrichie par une liaison surélevée, le Corridor de Vasari. Lorsque Vasari meurt en 1574 et que les travaux se poursuivent avec Alfonso Parigi l'Ancien et Bernardo Buontalenti, ce dernier place la loggia aux étages supérieurs du bâtiment, initialement conçue comme une terrasse ouverte.
D'autres travaux d'adaptation suivent aux XVIIIe et XIXe siècles ; en 1842-1846 notamment, les vingt-huit niches sont décorées avec les Uomini illustri toscani (les Illustres Hommes toscans), dans le cadre d'un projet promu par Vincenzo Batelli, mais substantiellement déjà prévu dans le projet du XVIe siècle.

## Description

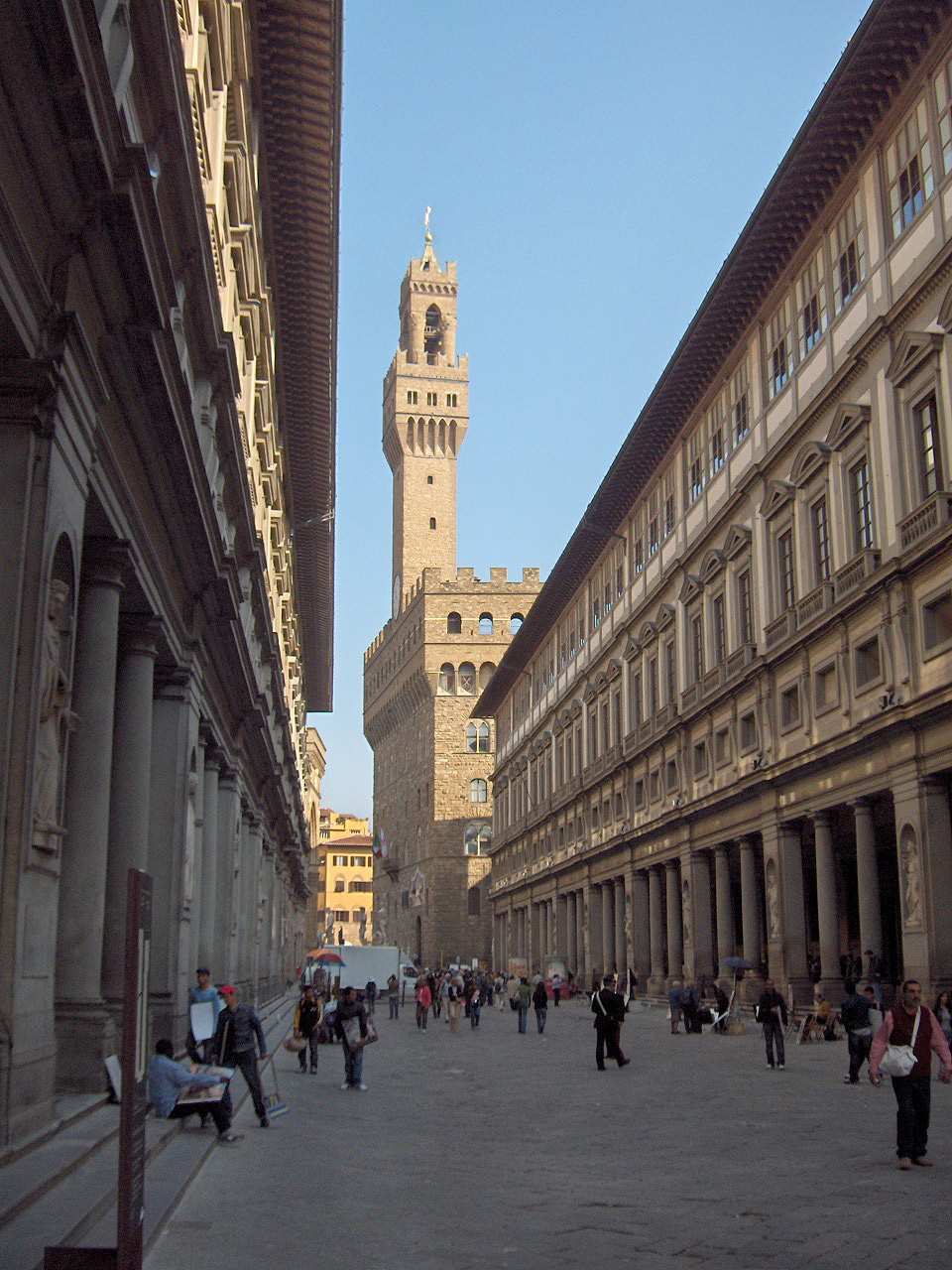
Vue vers le Palazzo Vecchio.

Le piazzale constitue un espace extrêmement scénographique et unitaire, mis en valeur par la loggia qui se développe sans solution de continuité, équipée de bancs en pierre, qui d'un côté agit comme une lunette pour encadrer l'Arno, avec de l'autre côté, la masse puissante du Palazzo Vecchio et de sa tour. Le sol est constitué de dalles en vrac.
Vingt-huit statues en marbre d'illustres Toscans sont placées à l'extérieur des Offices, dans les niches des piliers du portique (quatre donnant sur l'Arno sur le Lungarno Anna Maria Luisa de' Medici), réalisées entre 1842 et 1845, par de grands sculpteurs de l'époque.
Dans le coin le plus proche de via della Ninna (côté « long », à l'Est) se trouve l'entrée du XIXe siècle du musée des Offices, entre les deux statues de Laurent de Médicis et Cosme de Médicis, correspondant à ce qui reste de la nef de San Pier Scheraggio. Suivent toutes les autres portes du complexe, correspondant à l'escalier, à l'ancienne billetterie et à toutes les pièces du rez-de-chaussée, avec des inscriptions sur les portails qui rappellent les magistrats qui y étaient à l'origine installés. Sur l'un des portails près de l'Arno se trouve un Buste du Sauveur, une œuvre précieuse des XVIIe – XVIIIe siècles.
Le bras central, celui de Vérone, est scénographiquement ouvert sur l'Arno. Sur l'arc médian, surplombant la place intérieure, se trouve une statue de Cosme Ier, œuvre de Jean Bologne (1585), flanquée de deux sculptures allégoriques représentant Rigueur et Équité, de Vincenzo Danti (1566).
Sur le petit côté (Ouest) se trouvent la nouvelle billetterie (inaugurée en mai 2021), l'auditorium Vasari et la réception des bureaux, à partir desquels différentes salles du rez-de-chaussée sont accessibles. La dernière porte, vers le nord, est celle de l'Accademia dei Georgofili, dont le siège s'étend en profondeur jusqu'à la torre dei Pulci. Sous la voûte de la via Lambertesca se trouve la Porta delle Suppliche de Buontalenti, d'architecture maniériste, et plus loin le bâtiment de la Poste Royale ; enfin, juste avant la loggia des Lanzi, une des sorties du musée correspondant au parcours « court » par «  l'escalier Natalini ».
Des artistes de rue sont régulièrement présents sur la place.

## Statuaire
Il n'est pas clair que Vasari a conçu les niches des piliers de la loggia comme un pur élément de clair-obscur ou comme le site d'un cycle statuaire. Vers 1834, l'idée de les utiliser pour un cycle de célébration des hommes les plus illustres de Toscane a commencé avec un typographe et éditeur Vincenzo Batelli, qui a réussi à convaincre les institutions de la ville de son idée, d'autant qu'il a réussi à trouver ressources nécessaires à l'entreprise. Sur une députation présidée par le prince Andrea Corsini, par les marquis Gino Capponi et Pietro Torrigiani, par le comte Luigi de Cambray Digny et par l'avocat Cesare Capoquadri, il a été calculé que si quatre mille abonnés étaient prêts à donner un florin par mois pendant trente mois, les frais seraient couverts. Parvenant à n'en trouver que sept cents, Batelli créa une autre députation composée des artistes de la scène toscane, présidée par Giovanni Benericelli Talenti, qui eut d'autres idées brillantes pour augmenter la trésorerie, comme l'organisation de quatre grandes tombolas par an, avec la distribution de prix particulièrement attrayants, scientifiquement étudiées par le mathématicien Giovanni Antonelli. Les fonds furent bientôt suffisants pour démarrer l'entreprise et les statues furent toutes réalisées par les meilleurs sculpteurs actifs de l'académie des beaux-arts de Florence en l'espace de huit ans.
Le choix des personnages, bien que s'inscrivant dans une tendance bien ancrée dans la culture citadine du culte de ses hommes les plus illustres, s'est inspiré d'un programme particulièrement large, comprenant des représentants des Arts figuratifs, de la Littérature, des Sciences politiques et des Sciences juridiques, des Arts militaires, de l'Exploration, des  Sciences mécaniques, de la Biologie et des Sciences médicales, de la Philosophie, de la Musique. Arnolfo di Cambio et Filippo Brunelleschi, par exemple, n'ont pas été choisis, car ils avaient déjà été célébrés par Luigi Pampaloni en 1830 au Palazzo dei Canonici.
Le thème commémoratif fut idéalement repris quelques années plus tard dans la décoration de la façade de la cathédrale Santa Maria del Fiore, et eut une tentative de se poursuivre dans les niches de la loggia del Mercato Nuovo, qui s'arrêta cependant à seulement trois statues sur huit.
| Image | Statue                    | Effigie                       | Sculpteur                  | Date    | Position                             | Remarques |
| ----- | ------------------------- | ----------------------------- | -------------------------- | ------- | ------------------------------------ | --- |
|       | Cosimo Pater Patriae      | Cosme de Médicis              | Luigi Magi                 | 1846    | Loggia interne est                   | Signé L. M. F.[ece] |
|       | Lorenzo il Magnifico      | Laurent de Médicis            | Gaetano Grazzini           | 1846    | Loggia interne est                   | |
|       | Andrea Orcagna            | Andrea di Cione dit l'Orcagna | Niccolò Bazzani            | 1843    | Loggia externe est                   | SignéN. BAZZANTI F.[ait]. L'inscription Orgagna est désuète. |
|       | Niccola Pisano            | Nicola Pisano                 | Pio Fedi                   | 1849    | Loggia externe est                   | Signé P. FEDI S.[culpteur]. Don de Léopold II de Lorraine |
|       | Giotto                    | Giotto di Bondone             | Giovanni Dupré             | 1845    | Loggia externe est                   | Don de la Grande-Duchesse Maria Antonia de Bourbon |
|       | Donatello                 | Donatello                     | Girolamo Torrini           | 1848    | Loggia externe est                   | |
|       | Leon Batt. Alberti        | Leon Battista Alberti         | Giovanni Lusini            | 1850    | Loggia externe est                   | |
|       | Leonardo da Vinci         | Léonard de Vinci              | Luigi Pampaloni            | 1842    | Loggia externe est                   | |
|       | Michelang. Buonarroti     | Michel-Ange                   | Emilio Santarelli          | 1842    | Loggia externe est                   | |
|       | Dante Allighieri          | Dante Alighieri               | Emilio Demi                | 1842    | Loggia externe est                   | Signé E. DEMI F.[ait]. La statue de Dante, ici nommé avec l’inscription Allighieri, a été dédié d'un épigramme sombre, car il avait déjà une statue dans le cénotaphe de la basilique Santa Croce de Florence, assis et renfrogné ; ici il lève un doigt vers le nez, non loin de la statue de Pier Capponi qui déchire les pactes de Charles VIII (roi de France) : « Dante, poeta dell'itala Musa, / in Santa Croce la fa e qui l'annusa / e perché non si sporchi i pantaloni / la carta gli fornisce Pier Capponi ! » |
|       | Francesco Petrarca        | Pétrarque                     | Andrea Leoni               | 1845    | Loggia externe est                   | Signé A. LEONI F.[ait] L'A[n]° 1845 |
|       | Giovanni Boccaccio        | Boccace                       | Odoardo Fantacchiotti (en) | 1843    | Loggia externe est                   | |
|       | Niccolò Macchiavelli      | Nicolas Machiavel             | Lorenzo Bartolini          | 1843    | Loggia externe est                   | La statue porte le nom de « Macchiavelli », avec l’écriture avec la double C qui est aujourd’hui généralement écartée. |
|       | F. Guicciardini           | Francesco Guicciardini        | Luigi Cartei (it)          | 1847    | Loggia externe est                   | Signé L. Cartei. F.[ait] 1847 |
|       | Amerigo Vespucci          | Amerigo Vespucci              | Gaetano Grazzini           | 1846    | Loggia de Vérone, côté piazzale      | Signé GAEO GRAZINI |
|       | Francesco Ferrucci        | Francesco Ferrucci            | Pasquale Romanelli         | 1847    | Lungarno Anna Maria Luisa de' Medici | |
|       | Giovanni delle Bande Nere | Jean des Bandes Noires        | Temistocle Guerrazzi       | 1856    | Lungarno Anna Maria Luisa de' Medici | |
|       | Pier Capponi              | Piero Capponi                 | Torello Bacci              | 1844    | Lungarno Anna Maria Luisa de' Medici | |
|       | Farinata degli Uberti     | Farinata degli Uberti         | Francesco Pozzi            | 1844    | Lungarno Anna Maria Luisa de' Medici | Signé FO POZZI S.[culpteur] |
|       | Galileo Galilei           | Galilée                       | Aristodemo Costoli         | 1851    | Loggia de Vérone, côté piazzale      | Signé COSTOLI. Donnée par le prince héritier Ferdinand IV de Toscane |
|       | Pier Antonio Micheli      | Pier Antonio Micheli          | Vincenzo Consani           | 1856    | Loggia externe ouest                 | Signé V. CONSANI DI LVCCA F.[ait] 1856 |
|       | Francesco Redi            | Francesco Redi                | Pietro Costa (?)           | v. 1880 | Loggia externe ouest                 | |
|       | Paolo Mascagni            | Paolo Mascagni                | Lodovico Caselli           | 1852    | Loggia externe ouest                 | Signé LCO. CASELLI S.[culpteur] |
|       | Andrea Cesalpino          | Andrea Cesalpino              | Pio Fedi                   | 1854    | Loggia externe ouest                 | Signé FEDI S.[culpteur] |
|       | S. Antonino               | Antonino Pierozzi             | Giovanni Dupré             | 1854    | Loggia externe ouest                 | Signé G. DUPRÈ F.[ait] 1854 |
|       | Accorso                   | Accursius                     | Odoardo Fantacchiotti      | 1852    | Loggia externe ouest                 | |
|       | Guido Aretino             | Guido d'Arezzo                | Lorenzo Nencini            | 1847    | Loggia externe ouest                 | Signé LO NENCINI F.[ait] 1847 |
|       | Benvenuto Cellini         | Benvenuto Cellini             | Ulisse Cambi (en)          | 1845    | Côté ouest vers la poste             | Signé ULISSE CAMBI F.[ait] 1845 |

## Bibliographie

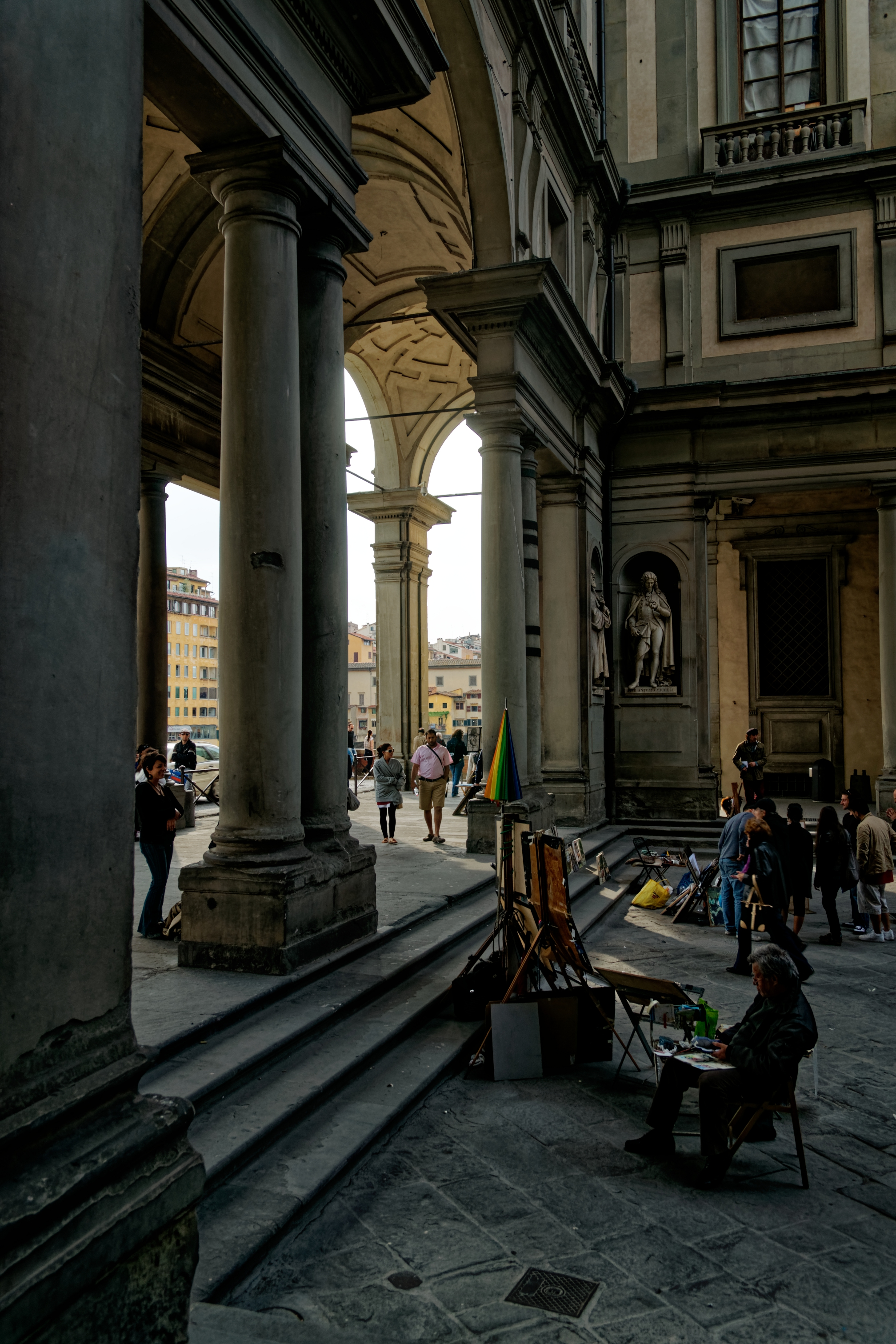
Le passage vers l'Arno avec des artistes de rue.